# Coëtmieux (doyenné)
 (février 2024).
Si vous disposez d'ouvrages ou d'articles de référence ou si vous connaissez des sites web de qualité traitant du thème abordé ici, merci de compléter l'article en donnant les références utiles à sa vérifiabilité et en les liant à la section « Notes et références ».
 (février 2024).
Pour l’article homonyme, voir Coëtmieux.
Le doyenné de Coëtmieux, relevant de l'évêché de Dol, comprenait les paroisses suivantes enclavées dans l'évêché de Saint-Brieuc :
- Coëtmieux, ainsi que sa trève Trégenestre
- Landébia
- Landéhen, ainsi que sa trève Penguily
- Langast
- Saint-Glen